# Вітрила (фільм)
«Вітрила» (латис. «Buras») — радянський телевізійний двосерійний художній фільм режисера  Імантс Кренбергса. Знятий на Ризькій кіностудії у 1977 році.

## Сюжет
Фільм розповідає про життя першокурсників морехідного училища, вчорашніх школярів, які поступово долають важкий шлях до оволодіння морською професією. Вихователь курсу — колишній військовий морський офіцер Вайварс намагається прищепити хлопцям головну, на його думку, якість моряка — бути завжди готовим відповідати за будь-який зі своїх вчинків. Перед важким вибором стоїть курсант Сосновський. Він ніяк не може вирішити, що для нього важливіше — море або музика, заняттям якої він віддав не один рік наполегливої праці. Після невдалого розіграшу з телеграмою йому загрожують відрахування з училища. На допомогу розгубленому підліткові приходять Вайварс і друзі-курсанти.

## У ролях
- Імантс Скрастіньш —  Юріс Вайварс
- Гундарс Аболіньш —  Стас Сосновський
- Роландс Загорскіс —  Андріс Озоліньш
- Тетяна Поппе —  Женя Комаровська
- Володимир Жук —  Звєздін
- Рубен Карапетян —  Марат Акопян
- Нормунд Озоліньш —  Яніс Скруміньш
- Михайло Забочий —  Саша Валдманіс
- Дайла Ілтнере —  Марта
- Радіон Гордієнко —  капітан
- Валдемар Зандберг —  Сергій Георгійович
- Валентина Старжинська —  Альбіна Іванівна
- Михайло Хижняков —  офіцер
- Альберт Ціруліс —  доктор
- Каспарс Пуце —  спекулянт

## Знімальна група
- Автори сценарію: Олександр Гусельников, Володимир Лобанов
- Режисер-постановник: Імантс Кренбергс
- Оператор-постановник: Андріс Селецкіс
- Композитор: Імантс Калниньш
- Художник-постановник: Зінта Гауміга
- Звукооператор: Анна Патрікєєва